# Ідеальний керівник. Чому ним неможливо стати
Ідеальний керівник. Чому ним неможливо стати (англ. The Ideal Executive: Why You Cannot Be One and What to Do About It) — книга, написана консультантом з підприємницької діяльності Іцхаком Адізесом 2004 року. За понад 40 років діяльності Іцхак Кальдерон Адізес розробив власну методологію ведення підприємницької діяльності, яку описав у численних працях, публікаціях та книгах; однією з найвідоміших з них і стала книга «Ідеальний керівник». Український переклад книги вийшов у видавництві «Наш Формат» 2017 року.

## Основні ідеї книги
Для гідного рівня управління організація повинна здійснювати чотири функції:
- (P)roducing — виробництво результатів, заради яких існує підприємство і які визначають її ефективність;
- (А)dministering — адміністрування, що забезпечує продуктивність;
- (E)ntrepreneuring — підприємництво, за допомогою якого відбувається управління змінами;
- (I)ntegrating — інтеграція, тобто об'єднання елементів організації для забезпечення її життєздатності в довгостроковій перспективі[2][3].

Стилі менеджменту визначаються чотирма ролями, які Адізес назвав архетипами керівників:
- Самотній рейнджер (Р---): ідеальний виконавець.
- Бюрократ (-А--): дотримується усіх правил.
- Підпалювач (--Е-): створює нове, знищуючи старе (наявне).
- Суперпослідовник (---І): намагається зрозуміти, який план буде прийнятним для максимальної кількості людей[4].

Вони представляють моделі неефективного управління, коли виконується лише один із ключових елементів управління — виробництво (Р), адміністрування (А), підприємництво (Е) та інтегрування (І), тоді як інші елементи не розвинуті навіть на мінімально потрібному рівні.
Кожна людина не може втілювати в собі всі чотири архетипи, до того ж в однаковій мірі, тому існують різні комбінації, про які саме й розповідає Адізес у своїй праці.

## Переклади українською
- Іцхак Адізес. Ідеальний керівник. Чому ви не можете стати ним, і що робити з цього приводу. Нова парадигма менеджменту. — К. : Києво-Могилянська академія, 2006. — 268 с. — ISBN 966-518-384-2.
- Іцхак Адізес. Ідеальний керівник. Чому це не ви. — К. : Наш формат, 2017. — 288 с. — ISBN 978-617-7513-33-8.